# Karl August Büttner
Georg Friedrich Karl August Büttner (* 7. März 1792; † 25. Oktober 1843) war ein deutscher Jurist, sachsen-weimarischer Hofadvokat und Regierungsrat in Weimar.

## Leben
Karl August  Büttner war ein Sohn des Geheimen Kammerrates Friedrich Carl Büttner (1743–1822). Nach dem Besuch des Gymnasiums in Weimar studierte er von 1811 bis 1814 in Jena mit dem Abschluss des juristischen Staatsexamens. Er stieg zum Hofadvokaten auf und vertrat die Stadt Weimar während zweier Legislaturperioden als Landtagsabgeordneter. 1834 wurde er in das Landesjustizkollegium des Fürstentums Weimar berufen.
Büttner war ein Schulkamerad des Goethe-Sohns August von Goethe. So wurde er gemeinsam mit dessen Freund, Franz von Waldungen, Vormund der Goethe-Enkel Wolfgang Maximilian von Goethe, Alma von Goethe und Walther von Goethe.
Diese wurden von Johann Wolfgang von Goethe nach dem Tod seines Sohnes August im Jahr 1831 zu seinen Universalerben bestimmt. 
Nach Goethes Tod 1832 wurde diese Erbschaft der minderjährigen Enkel zunächst von den Vormündern verwaltet.
Büttner war in erster Ehe mit einer geborenen Reiche aus Braunschweig verheiratet. Seine zweite Ehefrau wurde Charlotte Vogel aus Weimar.